# 林田戦太郎
林田 戦太郎（はやしだ せんたろう、1941年8月23日 ‐ ）は、作曲家・マンドリンニスト。元日本マンドリン連盟常任理事。熊本文化懇話会会員（洋楽・環境文化）。映画『典子は今』（1981年松山善三脚本・監督）で、辻典子にマンドリン指導。代表作にマンドリン合奏曲「組曲 はなしのぶ」・オペレッタ「水底の舞」等がある。

## 人物概要
- 1941年8月23日熊本市で生まれる。
- 1966年（昭和41年）より1997年（平成9年）まで31年間尚絅高校マンドリンクラブ指導・常任指揮者として、1997年まで熊本県器楽アンサンブルコンクール22年連続金賞受賞。その間10度全国大会出場。
- マンドリンアンサンブルの為の作曲・編曲を数多く手掛け、マンドリンならではの音作りやその指導法を熊本県内はもとより、九州各地の大学・高校・中学のマンドリンクラブに指導、マンドリニストとしても九州各地で演奏活動を行う。
- 1981年に上映された映画『典子は今』（松山善三脚本・監督）で、辻典子にマンドリン指導。
- 熊本県高森町で毎年開催される「はなしのぶコンサート」では、第一回より作曲・指揮を手がけ、2010年（平成22年）には第30回の記念コンサート迎える。
- 25年間に渡り日本マンドリン連盟理事、その後常任理事その間、日本マンドリン連盟九州支部副支部長として日本マンドリン界発展の一翼を担う。
- マンドリニストとして熊本市の友好都市、アメリカ・サンアントニオ市、中国・桂林市、ドイツ・ハイデルベルク市、各市長が熊本を訪れた際、四重奏主席奏者として歓迎演奏、中国訪問団来熊歓迎演奏（二重奏）。NHK、RKK、シティFM、演奏及びトーク番組等たびたび出演する。
- 昭和天皇御製「花しのぶの歌しみじみ聞きて生徒らの心は花の如くあれと祈る」この御製は昭和天皇が昭和60年5月植樹祭で熊本に行幸の折り、尚絅高校マンドリン部の奏でる林田戦太郎作曲組曲「はなしのぶ」の演奏に寄せられたもの。この御製に黛敏郎が曲をつけ「花しのぶの歌」として昭和天皇崩御の折、NHK追悼番組で林田戦太郎と尚絅高校マンドリン部の演奏で全国に流れた。

## 作品

### マンドリンアンサンブル
- 組曲『はなしのぶ』
- 『水の精によせる幻想曲』
- 『春の調べ』

### 創作歌劇
- 『水底の舞』
- 『かっぱの河太郎』
- 『李下に冠を正さず』

### 歌曲
- つゆくさの詩
- 阿蘇の野の花に捧げる歌
- ヤマジノギクの咲く道
- 風の中の花
- ママの昔ばなし
- 花ごよみ
- つくしまつもと赤い花
- 今年も逢えてありがとう
- 故郷は花に満ちて
- 母さんと野の花
- 釣舟草の子守唄
- 風と野の花
- 秋の風景
- ふるさとの花
- 南の風がはこんできたよ
- 野山が愛に染まるから
- あの日の遊び
- 花言葉
- 野に咲く花は
- 花野の虹
- 夜空の散歩
- 小さい春の
- 私の好きな　はなしのぶ
- 嗚呼、熊本城（2017年、熊本城復興テーマ曲）

## 受賞歴
- 1981年（昭和56年）10月 - 沢田一精熊本県知事より感謝状（熊本県鳥獣保護センタージオラマコーナーBGMの作曲）
- 1985年（昭和60年）5月 - 昭和天皇の前にて組曲『はなしのぶ』を演奏・指揮する。
- 1996年（平成8年）6月 - 河童芸術大賞（吉嶋賞） 文芸部門（作曲）受賞（創作喜歌劇『かっぱの河太郎』作曲・公演）
- 1996年（平成8年）10月 - 信友社賞受賞（創作歌劇及び野の花の歌曲集作曲・公演）
- 2000年（平成12年）6月 - くまもと環境賞受賞（多年にわたる作曲・公演による、快適な環境保全と創造の啓発及びその功績）
- 2003年（平成15年）4月 - 環境大臣賞・自然ふれあい部門（はなしのぶコンサート実行委員会として受賞）
- 2006年（平成18年）6月 - 藤本正一高森町長より感謝状（『はなしのぶコンサート』における作曲者・指揮者）